# Friedrich Kriegbaum
Friedrich Kriegbaum (* 15. Mai 1901 in Nürnberg; † 25. September 1943 in Florenz) war ein deutscher Kunsthistoriker und Experte der italienischen Renaissance. Er war Direktor des deutschen Kunsthistorischen Instituts in Florenz.

## Leben
Kriegbaum studierte zwischen 1920 und 1926 in Würzburg, München und Berlin, wo er 1926 bei Adolph Goldschmidt promoviert wurde und sich 1931 ebenda habilitierte. Zu seinen weiteren Lehrern zählen vor allem Wilhelm Pinder und Heinrich Wölfflin. Ab 1935 fungierte er in Florenz als Direktor des Kunsthistorischen Instituts, wo er zuvor bereits als Stipendiat für seine Arbeiten zur skulpturalen Michelangelo-Nachfolge durch Künstler wie Bartolomeo Ammanati, Benvenuto Cellini, Vincenzo Danti, Giovanni Bologna (Giambologna) und weiteren Bildhauern geforscht hatte. Während der Kriegsjahre und in der Zeit von der deutschen Besetzung der Stadt Florenz Mitte September 1943 bis zu seinem Tode am 25. September 1943 bemühte sich Kriegbaum gemeinsam mit dem deutschen Konsul Gerhard Wolf um den Schutz der Kunstwerke der Stadt. Kriegbaum führte am 9. Mai 1938 beim Staatsbesuch Adolf Hitlers diesen und Benito Mussolini unter anderem durch den Palazzo Vecchio, die Uffizien und den Vasarikorridor. Er genoss unter den italienischen Kollegen und der Bevölkerung großes Ansehen.
Am 25. September 1943 kam Kriegbaum während seines Besuchs bei dem befreundeten Kunsthistoriker Leo Planiscig, in der Via Masaccio 183, durch einen alliierten Bombenangriff ums Leben. Er wurde post mortem zum Ehrenbürger der Stadt Florenz ernannt.